# 西华古寺
西华古寺，位于中国广东省阳江市阳春市潭水镇，为阳春市文物保护单位，类型为古建筑，公布时间为2003年7月15日。
西华古寺的历史年代为清代。